# Karl III. Joseph von Lothringen

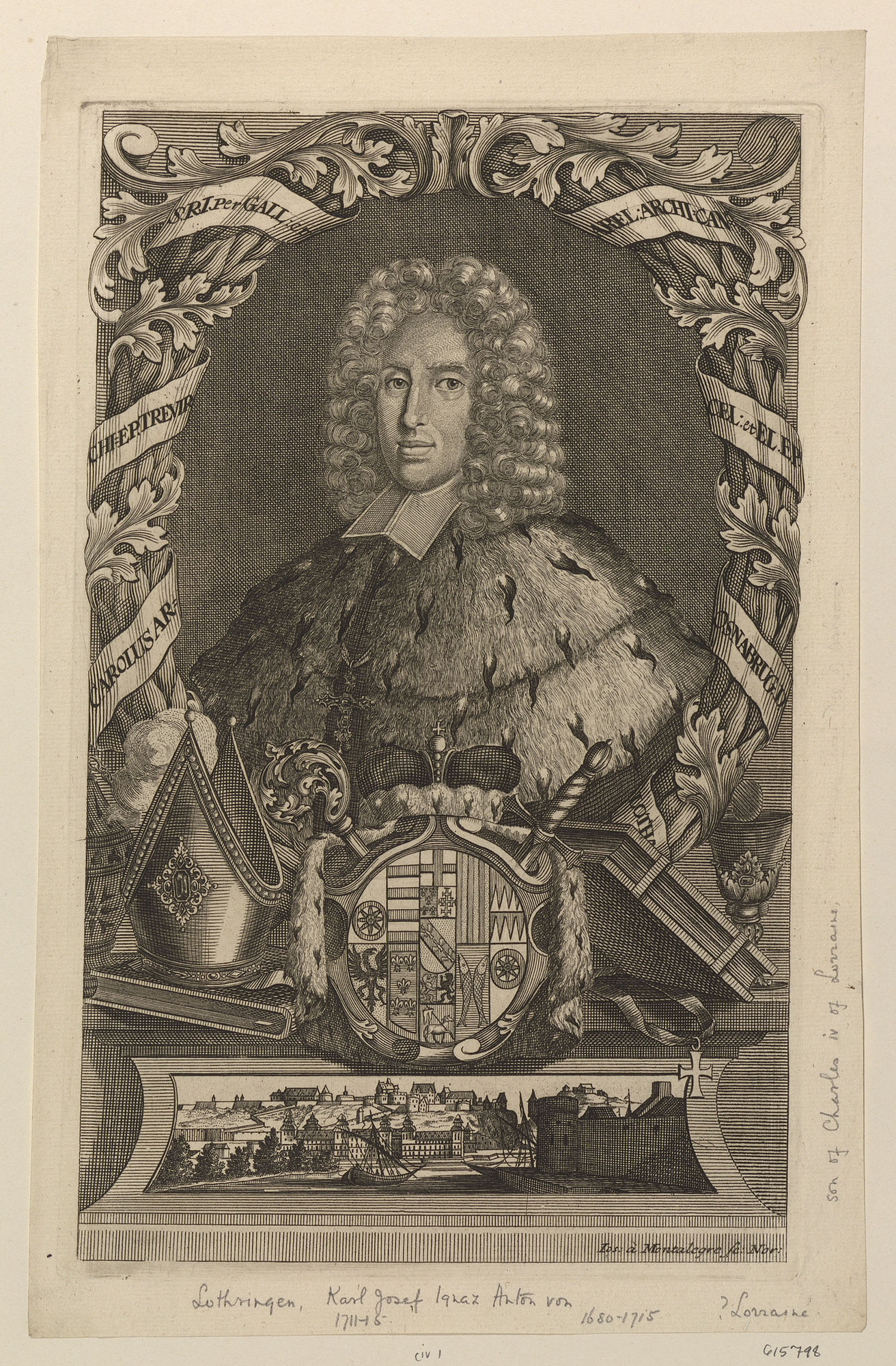
Karl Joseph Johann Anton Ignaz Felix von Lothringen

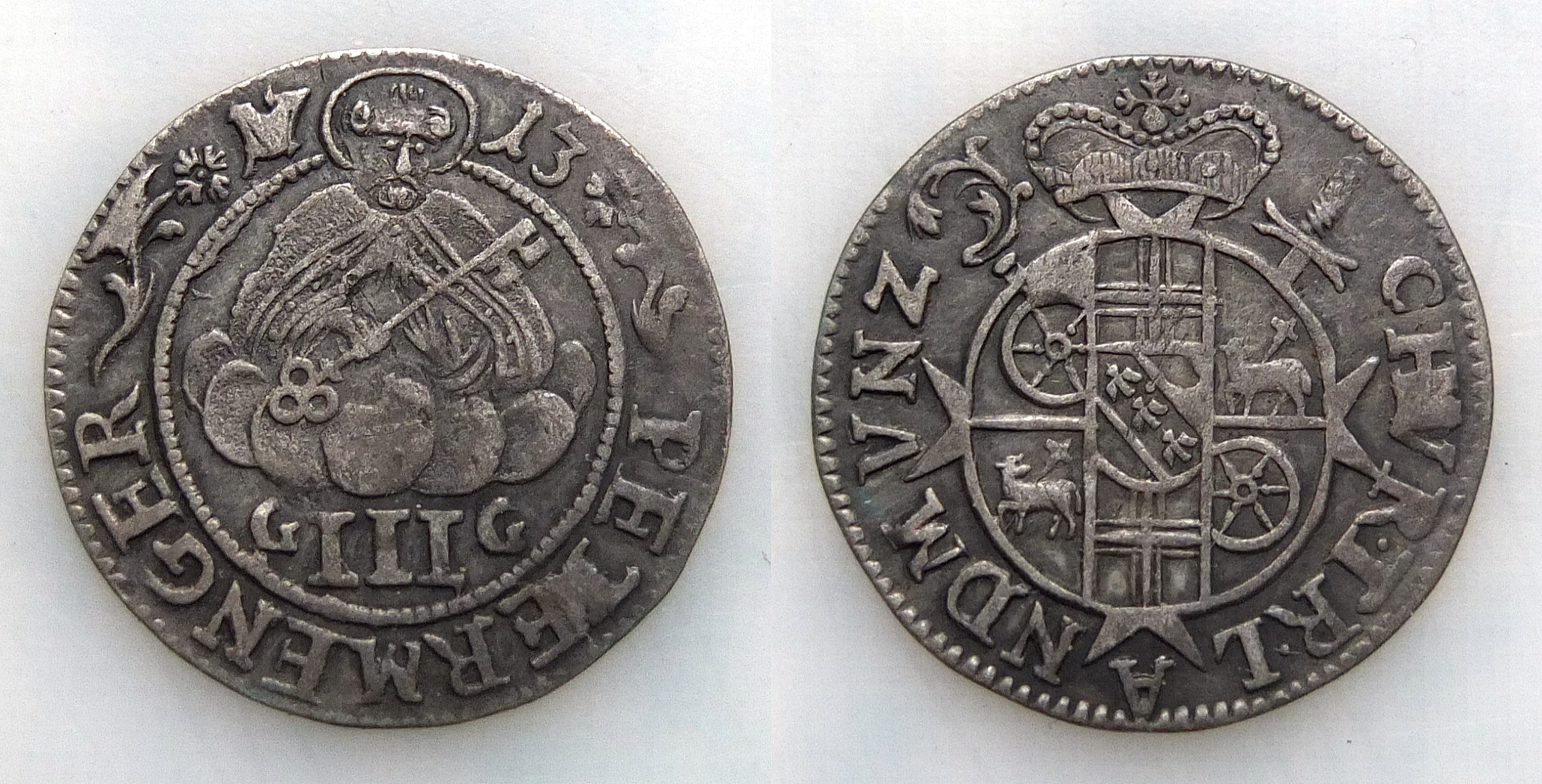
Dreifacher Albus „3 Petermenger“, Trier, 1713, mit dem bischöflichen Wappen von Karl Joseph von Lothringen, Kurfürst von Trier

Karl Joseph Johann Anton Ignaz Felix von Lothringen (* 24. November 1680 in Wien; † 4. Dezember 1715 in Wien) war Sohn von Herzog Karl V. von Lothringen und dessen Gemahlin Eleonore Maria Josepha von Österreich. Er war Bischof von Olmütz und Osnabrück sowie Erzbischof und Kurfürst von Trier. Sein Bruder Franz II. Joseph von Lothringen war Fürstabt der Reichsklöster Stablo-Malmedy sowie Domherr in Köln und Lüttich.

## Leben
Seit 1687 Domschüler („Domicellar“) und später auch Domherr in Köln, wurde er 1691 Domherr in Osnabrück, 1692 in Trient, kurz darauf in Olmütz, 1702 in Trier und 1715 in Lüttich. Zugleich war er seit 1689 Pfarrer der Primitialkirche in Nancy, seit 1693 Großprior des Malteserordens zu Kastilien und Leon, noch vor 1694 Kommendatarabt der Benediktinerabtei BMV della Magione im Erzbistum Palermo, der Abtei San Stefano in Bologna, der Abtei BMV de Chiaravalle im Bistum Senigallia und seit dem 13. September 1699 der Abtei Lisle-en-Barrois. Noch vor 1703 wurde er zum Subdiakon geweiht.
Am 13. September 1694 hatte ihn das Domkapitel von Olmütz zum Koadjutor des regierenden Bischofs postuliert, wofür er am 20. Januar 1695 die päpstliche Bestätigung durch Innozenz XII. erhielt, die ihn aber bis zu seinem 25. Lebensjahr von der Temporalienverwaltung und bis zum 30. Lebensjahr von der geistlichen Verwaltung des Bistums ausschloss, die von päpstlichen Administratoren vorgenommen werden sollte. Am 23. September 1695 verstarb der Bischof von Olmütz und Lothringen trat unter den bereits bestimmten Bedingungen seine Nachfolge an. Faktisch konnte er die Temporalienverwaltung am 11. Mai 1700 und die Mitverwaltung der Spiritualia am 27. Juni 1703 antreten.
Das damalige untergeordnete Bistum Olmütz, das Karl von Lothringen 1695 übernahm, war von geringer Bedeutung für eine Karriere in der Reichskirche. Obwohl seine Aussichten gering waren, wurde er am 14. April 1698 in Osnabrück zum Bischof gewählt. Die päpstliche Bestätigung vom 27. September 1698 gestattete ihm hierbei die Beibehaltung des Bistums Olmütz, so dass er Bischof zweier Bistümer war.
Als sein Bruder Franz II. Joseph ab 1701 in Lothringen das Staatskirchentum durchzusetzen versuchte, verweigerte Papst Clemens XI. 1701 die Bestätigung der Wahl zum Koadjutor des Fürstabtes von Stablo und 1706 in Münster die bei der Bischofswahl auf ihn gefallenen Stimmen und entschied im Wahlkonflikt zugunsten des mehrheitlich gewählten Franz Arnold von Wolff-Metternich zur Gracht. Obwohl es zu keiner Aussöhnung zwischen Lothringen und dem Papst kam, erlangte er 1710 für die Wahlen in Trier ein Wählbarkeitsbreve. So brauchte er nicht postuliert werden, sondern wurde am 24. September 1710 zum Koadjutor-Erzbischof von Trier gewählt, wobei vermutlich hohe Geldsummen und die lothringische neutrale Haltung während des Spanischen Erbfolgekriegs die Entscheidung des Domkapitels beeinflussten. Nach dem Tod des Trierer Erzbischofs am 6. Januar 1711, übernahm er die Nachfolge und erhielt die Bestätigung des Papstes. Damit wurde Karl Joseph zugleich Kurfürst des Heiligen Römischen Reiches. Das einträgliche Bistum Olmütz musste er dafür jedoch aufgeben, da der Papst die Kumulation von drei Hochstiften nicht zuließ und sein Verzicht auf das Bistums Osnabrück dessen Auslieferung an die Protestanten bedeutet hätte.
Hatte er in Olmütz nur die nötigen Pflichtaufenthalte gehalten, so vollzog Lothringen im Osnabrücker Stadtschloss eine aufwendige Hofhaltung. Auch in der Residenz seines Bruders, Lunéville, hielt er sich über längere Zeit auf. Als er dann 1711 die Regierung in Trier übernommen hatte, pendelte er zwischen Trier, Lunéville, Wien und Osnabrück hin und her.
Der verantwortungsbewusste und fähige Verwalter hielt einen Hof von über 100 Köpfen und bemühte sich um die Rückgewinnung der ganzen Herrschaft innerhalb seiner Bistümer, welche durch das Kriegstreiben teilweise von Besatzungstruppen kontrolliert wurden. Während der französischen Besatzung war es ihm zunächst nicht möglich, dauerhaft in Trier zu residieren. Daher verlegte er 1713 seine Residenz nach Ehrenbreitstein (heute Stadt Koblenz) ins Schloss Philippsburg. In Trier konnte er erst im Dezember 1714 nach Beendiung des Spanischen Erbfolgekriegs und dem Abzug der französischen Besatzung einziehen.
Er verstarb ein Jahr später in Wien an den Pocken. Er wurde dort in der Kapuzinergruft beigesetzt.